# Calycanthaceae
Calycanthaceae (каликантуси) је назив мале фамилије скривеносеменица из реда Laurales. Фамилија обухвата само 4 рода и 6-11 врста, распрострањених у топлим умереним и тропским регионима.

## Класификација и географија фамилије
- (2-4 врсте, расту у западним и југоисточним деловима Северне Америке)
- (3-6 врста, распрострањених у источној Азији)
- (монотипски род — 1 врста, расте у Квинсленду, Аустралији)
- (монотипски род — 1 врста, распрострањена у источној Азији)